# 北青站
北青站（韓語：북청역）是朝鮮民主主義人民共和國咸鏡南道北青郡北青邑的一個鐵路車站，属于德城線。

## 历史
- 1929年9月20日，落成使用。

## 邻近车站
德城線
良家站 - 北青站 - 羅荷坮站